# A Trick of the Tail (Lied)

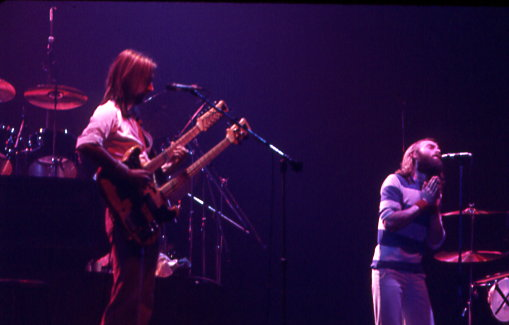
Genesis 1977

A Trick of the Tail (deutsch: Eine Trick des Schwanzes) ist ein Song von Genesis aus dem gleichnamigen Album von 1976. Es wurde von Tony Banks geschrieben.

## Hintergrund
Der Song wurde als Single mit Ripples als B-Seite veröffentlicht, hatte aber keinen Erfolg. Der Großteil des Songs wurde Jahre zuvor geschrieben. Laut Banks ist der Song teilweise von dem Beatles Song Getting Better beeinflusst.
Der Text ist vom Buch The Inheritors von William Golding (1955) inspiriert. Der Liedtext konzentriert sich auf das „Biest“, das sein Reich verlässt und in die Welt der Menschen eintritt. Er wird gefangen genommen und in einem Jahrmarkt zur Schau gestellt; seine Jäger hatten sich zuvor geweigert, an sein Reich zu glauben. 
Das Biest beklagt seine Entscheidung, sein Haus zu verlassen, und beschreibt es als ein Paradies, das mit Gold bedeckt ist. Seine Jäger lassen es frei, um sich in seine Welt führen zu lassen. Doch als sie einen „goldenen Turm“ sehen, stellen sie fest, dass das Biest verschwunden ist, obwohl sie seine Stimme hören.

## Musikvideo
A Trick of the Tail war der erste Genesis-Song, der von einem Video unterstützt wurde, und die erste Single mit Phil Collins als Leadsänger der Band. Vorher war Collins Schlagzeuger, der Hintergrundgesang beisteuerte, jetzt der Sänger der Band, während er weiterhin Schlagzeug spielte. Das von Bruce Gowers inszenierte Video zeigt die Band, die sich um ein Klavier versammelt. Durch Spezialeffekte geht Collins in Miniatur im Klavier und auf Steve Hacketts Gitarre; das Video endet mit allen vier auf der Klaviertastatur miniaturisierten Mitgliedern der Band.
In einem Interview mit VH1, das 1994 unter dem Titel Phil Collins One on One erschien, bezeichnete Collins das Video als das peinlichste und schrecklichste Video seiner gesamten Karriere.

## Besetzung
- Tony Banks – Klavier, Synthesizer, Orgel, Hintergrundgesang
- Phil Collins – Lead- und Hintergrundgesang, Schlagzeug
- Mike Rutherford – Bassgitarre, Basspedale
- Steve Hackett – E-Gitarre